# 恩に報いる死者
恩に報いる死者 (英語: grateful dead)とは、死者を弔ってやった旅人が後から恩返しを受けるという、国際的に見られる民話のモチーフの一つ。
恩に報いる死者という日本語訳は『国際昔話話形カタログ』によるもので、この他に死者の報恩（『民間説話 世界の昔話とその分類』）などの訳がある。

## タイプ・インデックスにおける「恩に報いる死者」
アールネ・トンプソンのタイプ・インデックスでは、505番から508番までのタイプ群を"The Grateful Dead"と総称している。
一方、ウターによる改訂版のATU分類では505番のタイプが"The Grateful Dead"とされて、AT分類で"The Grateful Dead"として纏められていたタイプ群のうちの一部が統合されている。
詳細な対応関係を以下に示す（ATU分類に関しては日本語訳『国際昔話話形カタログ』が出版されているため、タイプ名をこれに従って日本語表記している）。
| AT分類            | AT分類                                 | ATU分類                                |
| ----------------- | -------------------------------------- | -------------------------------------- |
| The Grateful Dead | 505 Dead Man as a Helper               | 505 恩に報いる死者 (The Grateful Dead) |
| The Grateful Dead | 506 The Rescued Princess               | 505 恩に報いる死者 (The Grateful Dead) |
| The Grateful Dead | 506A The Princess Rescued from Slavery | 505 恩に報いる死者 (The Grateful Dead) |
| The Grateful Dead | 506B The Princess Rescued from Robbers | 505 恩に報いる死者 (The Grateful Dead) |
| The Grateful Dead | 506** The Grateful Saint               | 505 恩に報いる死者 (The Grateful Dead) |
| The Grateful Dead | 508 The Bride won in a Tournament      | 505 恩に報いる死者 (The Grateful Dead) |
| The Grateful Dead | 506* Prophecy escaped                  | 506* 予言から逃れる (Prophecy escaped) |
| The Grateful Dead | 507A The Monster's Bride               | 507 怪物の花嫁 (The Monster's Bride)   |
| The Grateful Dead | 507B The Monster in the Bridal Chamber | 507 怪物の花嫁 (The Monster's Bride)   |
| The Grateful Dead | 507C The Serpent Maiden                | 507 怪物の花嫁 (The Monster's Bride)   |

ただし、AT分類においてもATU分類においても、The Grateful Deadに分類される民話に必ず「恩に報いる死者」が登場するとは限らない。
日本の民話を例に取ると、AT分類506Bの「妻女奪還」にはこうした死者は登場しない。

## 「恩に報いる死者」の登場する物語
- アマダス卿
- グリップという鳥